# Châtelperron
Châtelperron est une commune française située dans le département de l'Allier, en région administrative Auvergne-Rhône-Alpes.
Les découvertes préhistoriques qui y ont été faites lui ont valu de donner son nom à une période de la préhistoire, le Châtelperronien.

## Géographie

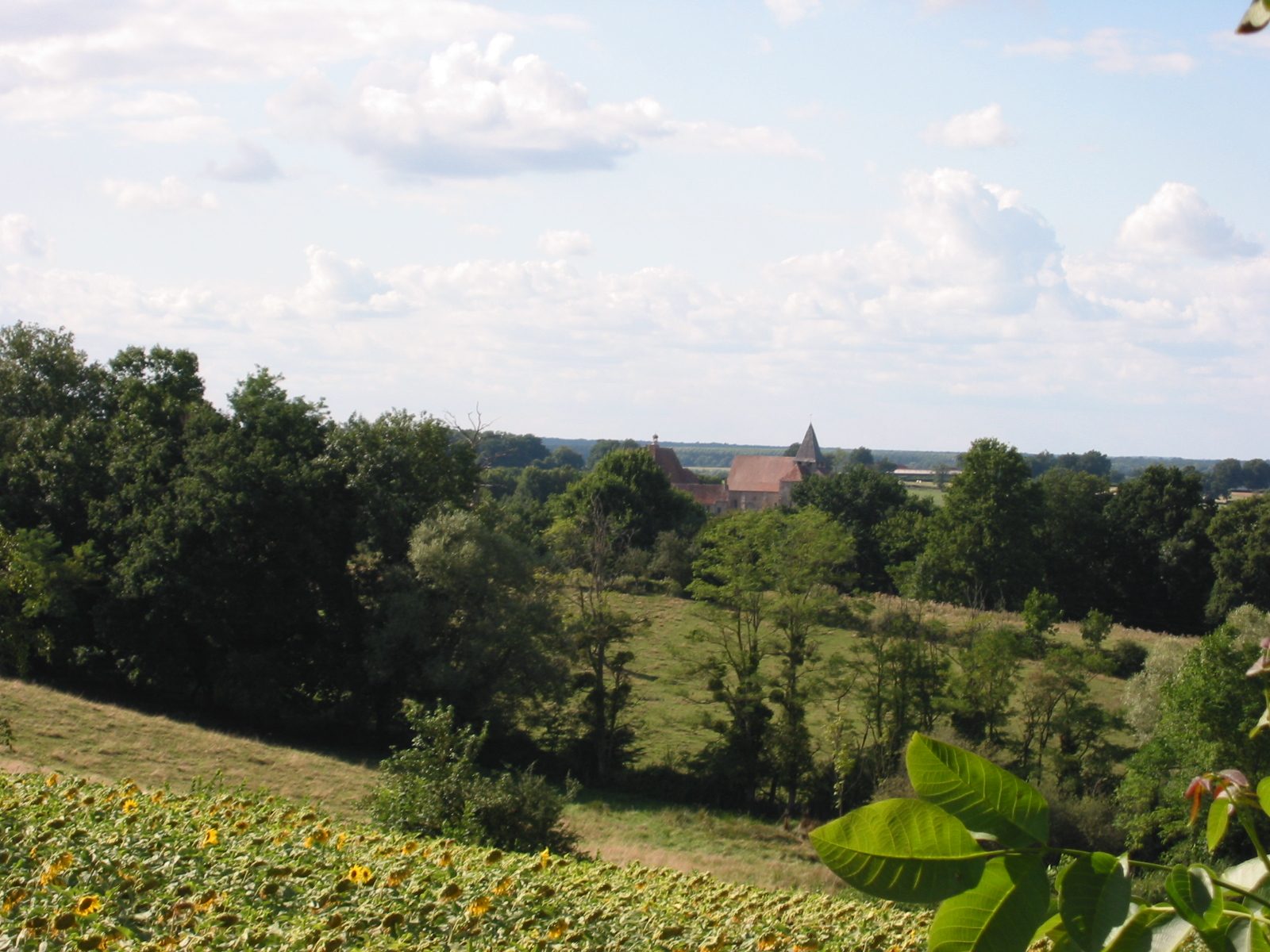
Vue sur Châtelperron.

### Localisation
- Longitude est :  03° 39′ 00″ (degrés-minutes-secondes)

3,65 degrés décimaux
0,063705 radians
- Latitude nord :  46° 23′ 00″ (degrés-minutes-secondes)

46,3833 degrés décimaux
0,809542 radians
Châtelperron est longée par la Besbre sur la limite occidentale de la commune et traversé par le Graveron, ruisseau qui se jette dans la Besbre en rive droite, à la pointe nord de la commune.
Ses communes limitrophes sont :
|                               | Vaumas       |            |
| Thionne                       | Châtelperron | Saint-Léon |
| Jaligny-sur-Besbre Chavroches |              | Sorbier    |

### Climat
Pour des articles plus généraux, voir Climat d'Auvergne-Rhône-Alpes et Climat de l'Allier.
En 2010, le climat de la commune est de type climat océanique dégradé des plaines du Centre et du Nord, selon une étude du CNRS s'appuyant sur une série de données couvrant la période 1971-2000. En 2020, Météo-France publie une typologie des climats de la France métropolitaine dans laquelle la commune est exposée à un climat océanique altéré et est dans la région climatique Centre et contreforts nord du Massif Central, caractérisée par un air sec en été et un bon ensoleillement.
Pour la période 1971-2000, la température annuelle moyenne est de 10,9 °C, avec une amplitude thermique annuelle de 16,6 °C. Le cumul annuel moyen de précipitations est de 837 mm, avec 11,3 jours de précipitations en janvier et 7,6 jours en juillet. Pour la période 1991-2020, la température moyenne annuelle observée sur la station météorologique de Météo-France la plus proche, sur la commune de Saint-Léon à 4 km à vol d'oiseau, est de 11,7 °C et le cumul annuel moyen de précipitations est de 857,2 mm,. Pour l'avenir, les paramètres climatiques de la commune estimés pour 2050 selon différents scénarios d'émission de gaz à effet de serre sont consultables sur un site dédié publié par Météo-France en novembre 2022.

## Urbanisme

### Typologie
Au 1er janvier 2024, Châtelperron est catégorisée commune rurale à habitat très dispersé, selon la nouvelle grille communale de densité à 7 niveaux définie par l'Insee en 2022.
Elle est située hors unité urbaine et hors attraction des villes,.

### Occupation des sols

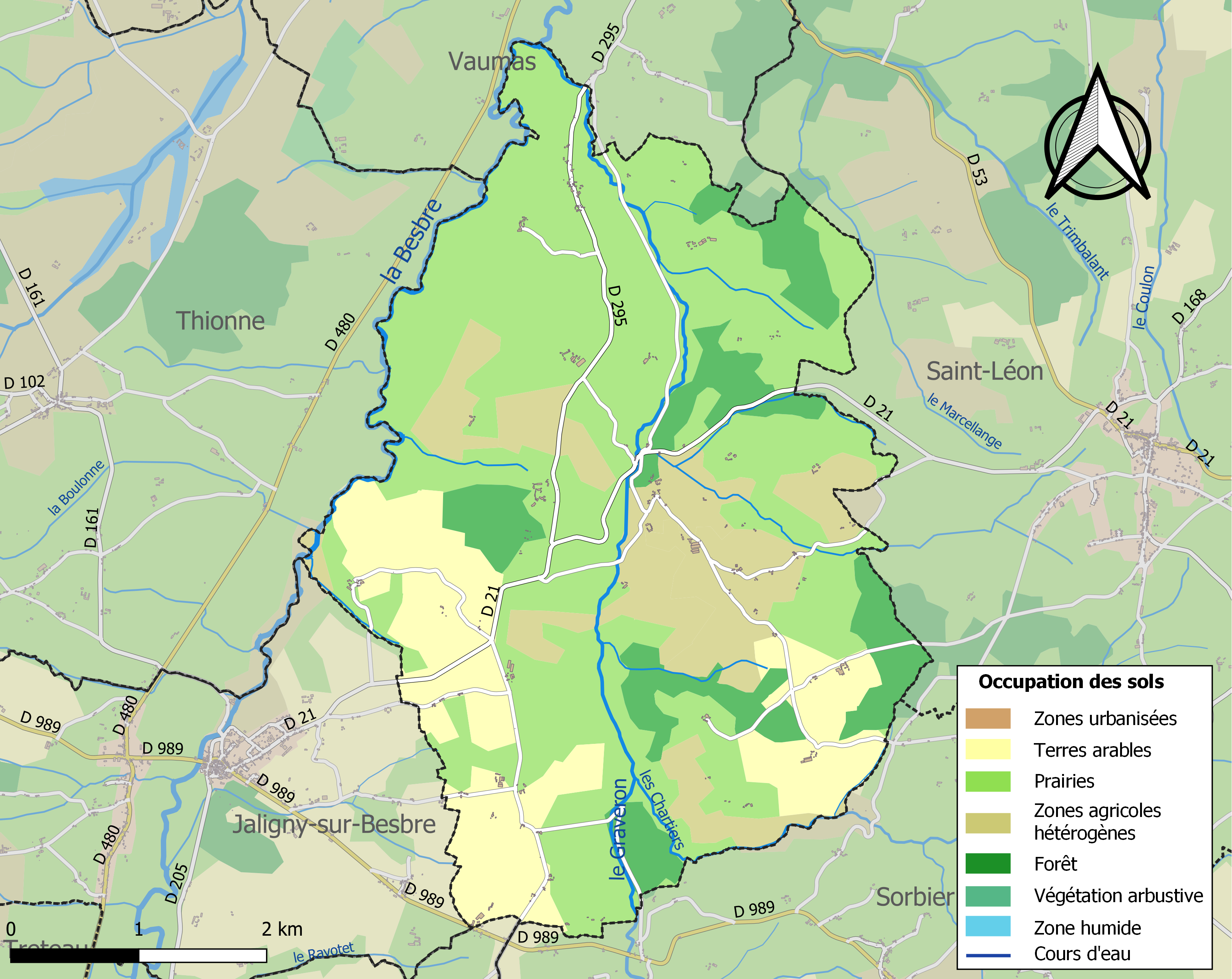
Carte des infrastructures et de l'occupation des sols de la commune en 2018 (CLC).

L'occupation des sols de la commune, telle qu'elle ressort de la base de données européenne d’occupation biophysique des sols Corine Land Cover (CLC), est marquée par l'importance des territoires agricoles (87,8 % en 2018), une proportion identique à celle de 1990 (87,8 %). La répartition détaillée en 2018 est la suivante :
prairies (54,4 %), terres arables (17,2 %), zones agricoles hétérogènes (16,2 %), forêts (12,2 %).
L'IGN met par ailleurs à disposition un outil en ligne permettant de comparer l’évolution dans le temps de l’occupation des sols de la commune (ou de territoires à des échelles différentes). Plusieurs époques sont accessibles sous forme de cartes ou photos aériennes : la carte de Cassini (XVIIIe siècle), la carte d'état-major (1820-1866) et la période actuelle (1950 à aujourd'hui).

## Histoire

### Préhistoire
La grotte des Fées sur Châtelperron a été occupée dans un premier temps au Moustérien, puis au Châtelperronien. Elle est le site qui a fait donner le nom du village à ce faciès culturel préhistorique.

### Époque gallo-romaine
Toujours dans la grotte des Fées, ont été trouvées quelques objets gallo-romains.

### Moyen-Âge
Le premier possesseur connu de la terre de Châtelperron est Guichard de Castro Petri qui reconnaît la détenir du seigneur de Beaujeu en 1132. En 1215, Étienne, fils de Régnier de Chastel-Perron est homme lige du sire de Bourbon.

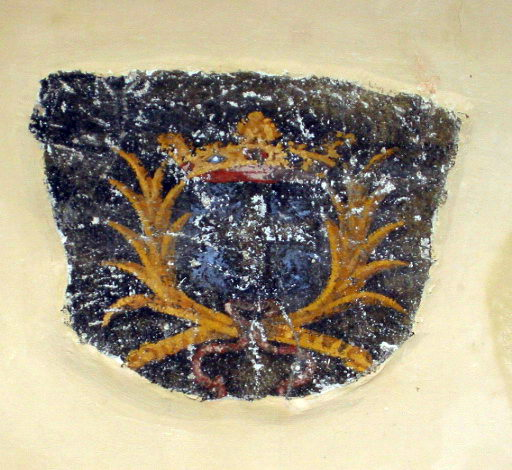
Église. Litre funéraire aux armes des Charry des Gouttes.

En 1220, Vilhelmus de Castro Petri ou Castropertis est seigneur de Saint-Léon, Vaumas, Liernolles et Lenax.
En 1329, Châtelperron est rattaché, par le mariage d'Isabeau de Châtelperron à Robert Dauphin de Jaligny, à la terre de Jaligny. Il le reste jusqu'au début du XVe siècle et, après avoir été quelques années propriété de Claude Montaigu, il est vendu le 17 mai 1443 à Jacques Ier de Chabannes, seigneur de La Palice, pour « neuf mille trois cents écus d'or vieil ».

### Temps modernes

Famille de Charry des Gouttes.

En l'an 1525, Marie de Melun d'Epinoy, dame de La Palice et dame des baronnies de Montmirail , d'Authon-du-Perche et de La Bazoche-Gouet en Perche-Gouët , veuve en 1525 du maréchal Jacques II de Chabannes de La Palice, reçoit en douaire cette seigneurie où elle se retire et décède le 10 octobre 1553 après un veuvage de 28 ans.
C'est à cette période qu'auraient été percées les fenêtres à Meneaux de l'époque renaissance supplémentaires sur la façade principale du château. A l'étage se distingue encore dans la chambre de la Maréchale, sur le linteau de la grande cheminée gothique, les armoiries de la Maison de Chabannes, ponctuée de cordelières propre aux veuves de grands dignitaires.
À l'extinction des Chabannes, le fief - avec le reste de leurs biens - va à la famille de Tournon puis, en 1571, à la famille de La Guiche. Châtelperron est vendu en 1682 ; puis de nouveau en 1685, cette fois à Gabrielle de Marmande. Après avoir été une possession d'Antoine de Charry des Gouttes, ce qui subsiste de la propriété – le château, quelques maisons du bourg et quatre domaines – est racheté en 1803 par Jean-Baptiste Collas, qui réussit à reconstituer presque entièrement l'ancienne terre.

## Politique et administration
| Période                                  | Période                      | Identité               | Étiquette | Qualité |
| ---------------------------------------- | ---------------------------- | ---------------------- | --------- | --- |
| Les données manquantes sont à compléter. |                              |                        |           | |
|                                          |                              | Collas de Châtelperron |           | Fait chevalier de la Légion d'honneur en 1868 (pour « 50 ans de services dont 37 comme maire et 12 comme adjoint, ancien conseiller d'arrondissement »). |
| mars 2001                                | mai 2020                     | André Ratinier         |           | Agriculteur retraité. réélu en 2014 |
| mai 2020                                 | En cours (au 8 juillet 2020) | Maria Schneider        |           | Employée dans l'artisanat. |

## Population et société

### Démographie
L'évolution du nombre d'habitants est connue à travers les recensements de la population effectués dans la commune depuis 1793. Pour les communes de moins de 10 000 habitants, une enquête de recensement portant sur toute la population est réalisée tous les cinq ans, les populations de référence des années intermédiaires étant quant à elles estimées par interpolation ou extrapolation. Pour la commune, le premier recensement exhaustif entrant dans le cadre du nouveau dispositif a été réalisé en 2005.

En 2022, la commune comptait 132 habitants, en évolution de −10,2 % par rapport à 2016 (Allier : −1,38 %, France hors Mayotte : +2,11 %).
| 1793 | 1800 | 1806 | 1821 | 1831 | 1836 | 1841 | 1846 | 1851 |
| ---- | ---- | ---- | ---- | ---- | ---- | ---- | ---- | ---- |
| 454  | 464  | 457  | 442  | 452  | 459  | 454  | 483  | 503  |

| 1856 | 1861 | 1866 | 1872 | 1876 | 1881 | 1886 | 1891 | 1896 |
| ---- | ---- | ---- | ---- | ---- | ---- | ---- | ---- | ---- |
| 500  | 521  | 499  | 563  | 559  | 589  | 622  | 616  | 589  |

| 1901 | 1906 | 1911 | 1921 | 1926 | 1931 | 1936 | 1946 | 1954 |
| ---- | ---- | ---- | ---- | ---- | ---- | ---- | ---- | ---- |
| 566  | 577  | 532  | 499  | 467  | 456  | 405  | 374  | 345  |

| 1962 | 1968 | 1975 | 1982 | 1990 | 1999 | 2005 | 2006 | 2010 |
| ---- | ---- | ---- | ---- | ---- | ---- | ---- | ---- | ---- |
| 315  | 287  | 250  | 219  | 189  | 137  | 141  | 141  | 149  |

| 2015 | 2020 | 2022 | - | - | - | - | - | - |
| ---- | ---- | ---- | - | - | - | - | - | - |
| 145  | 134  | 132  | - | - | - | - | - | - |

## Culture locale et patrimoine

### Lieux et monuments

#### Église Saint-Pierre
XIIe siècle : Comprise dans l'ancienne enceinte du château, elle appartenait à sa première construction. Elle se compose d'une seule nef, dont les arcades sont à plein-cintre et le mur latéral droit décoré d'arcades appliquées, et de deux chapelles latérales, de chaque côté du chœur, formant un transept de taille réduite ; celle de gauche a été entièrement reconstruite au XIXe siècle par la famille Collas de Chatelperron. Les trois autels – dont le maître-autel en marbre du pays – sont d'un travail postérieur à l'édifice. Le portail est orné d'un tympan en bâtière, de grès fin rouge, représentant en bas-relief l'Agneau pascal, entouré de motifs végétaux, posé sur une croix pattée. Ce fronton est soutenu par six colonnes dont cinq ont été remplacées, dans la seconde partie du XXe siècle par des colonnes de grès rose, sous l'égide de Marcel Génermont, architecte des Monuments historiques et président de la Société d'émulation du Bourbonnais.

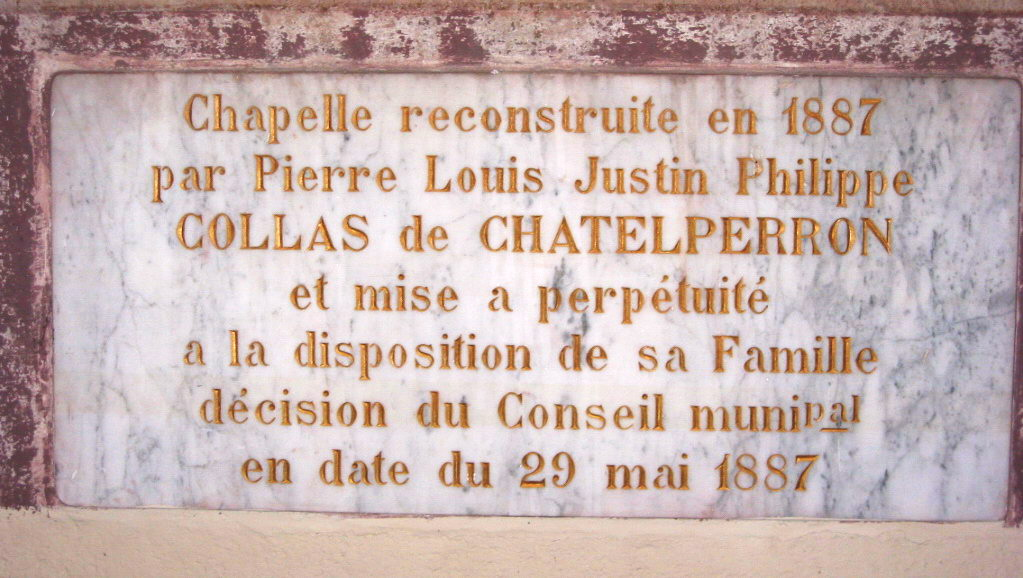
Chapelle latérale nord.

Le portail est classé monument historique depuis le 7 juin 1933. Le reste de l'église a été inscrit à l'inventaire supplémentaire le 8 février 1986.

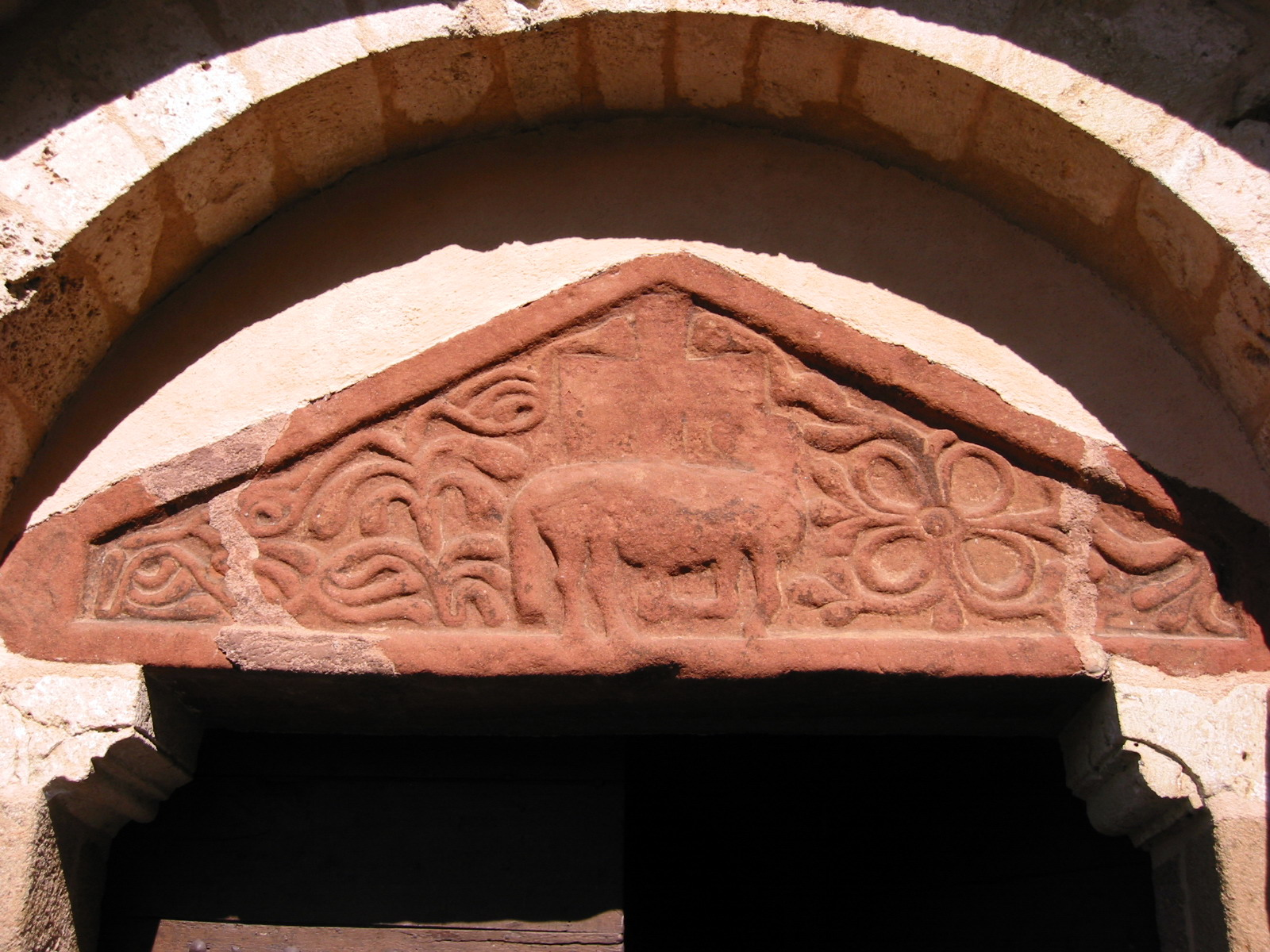
Tympan.
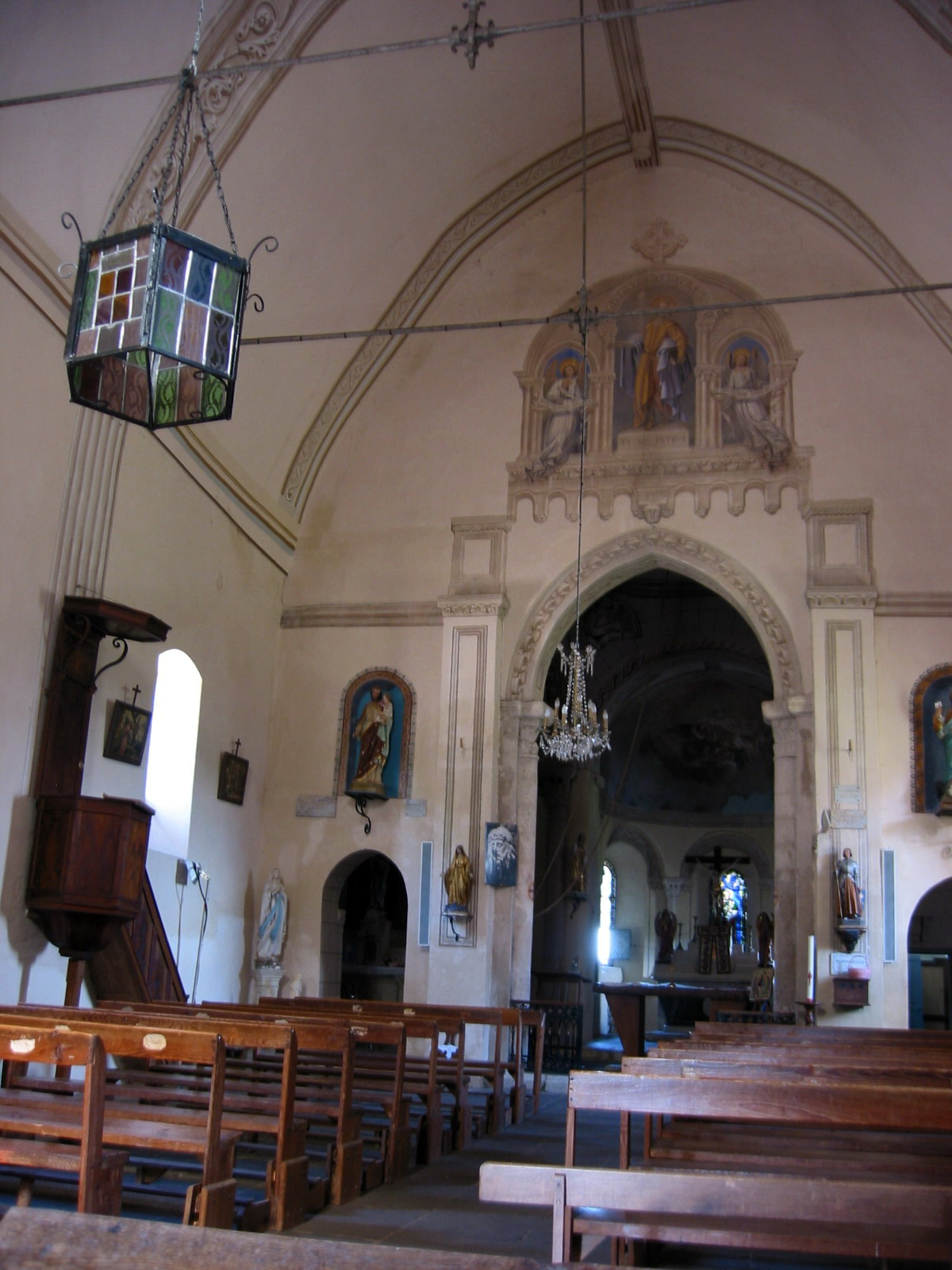
Nef.
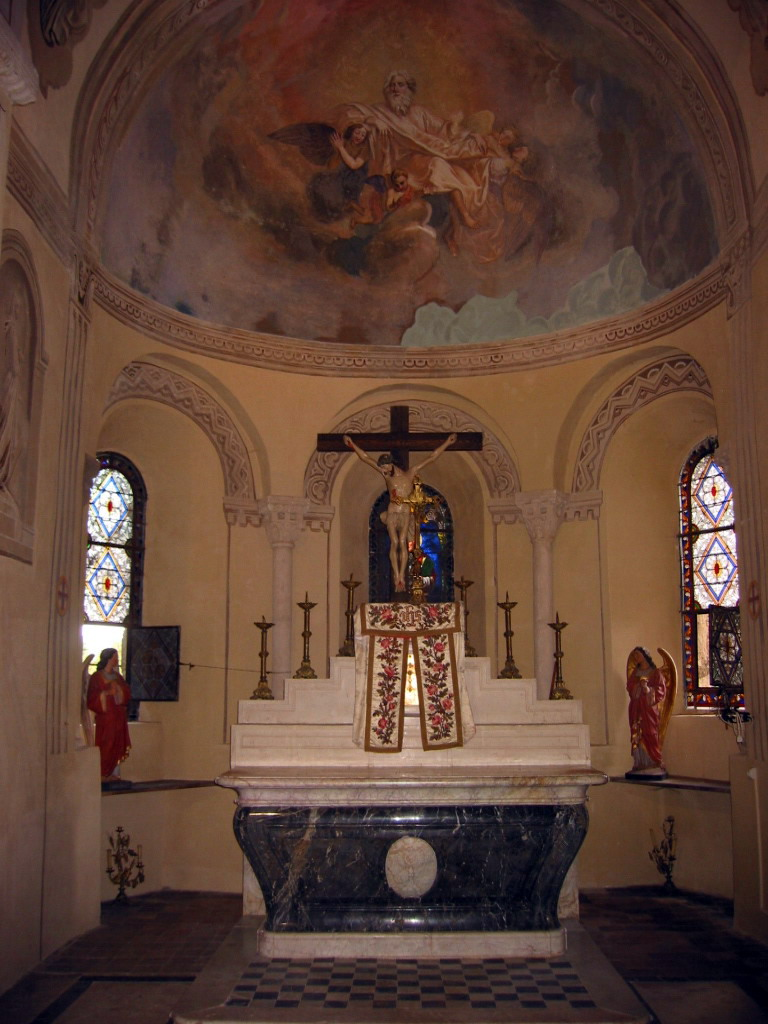
Chœur.
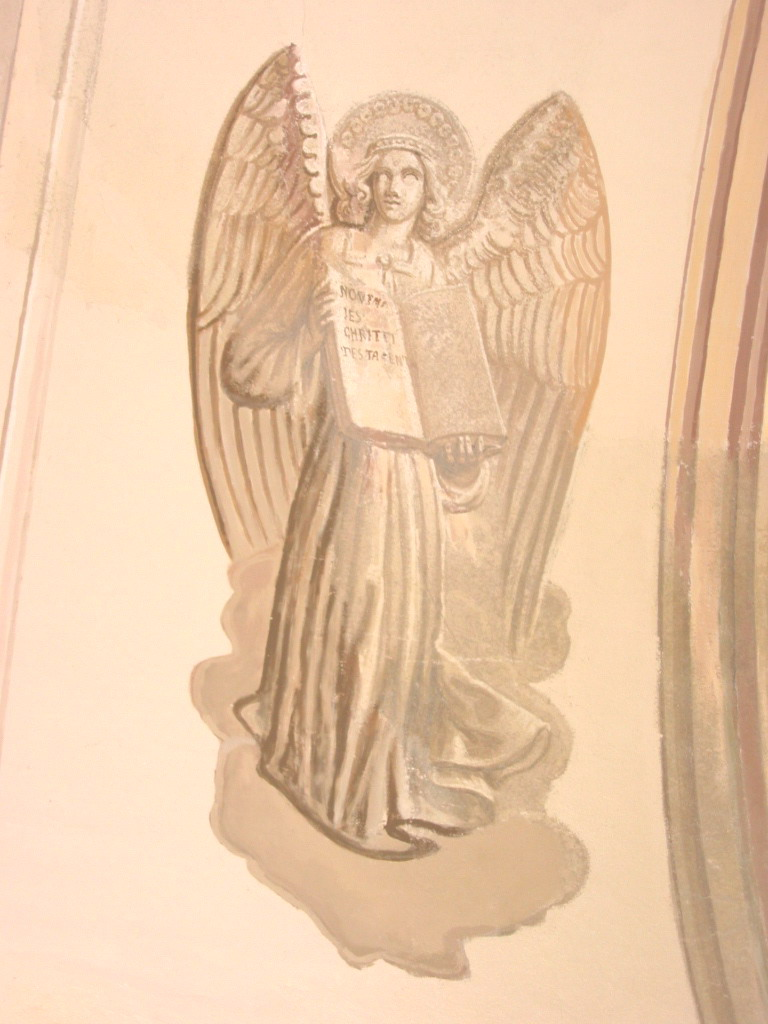
Chœur : trompe-l'œil.
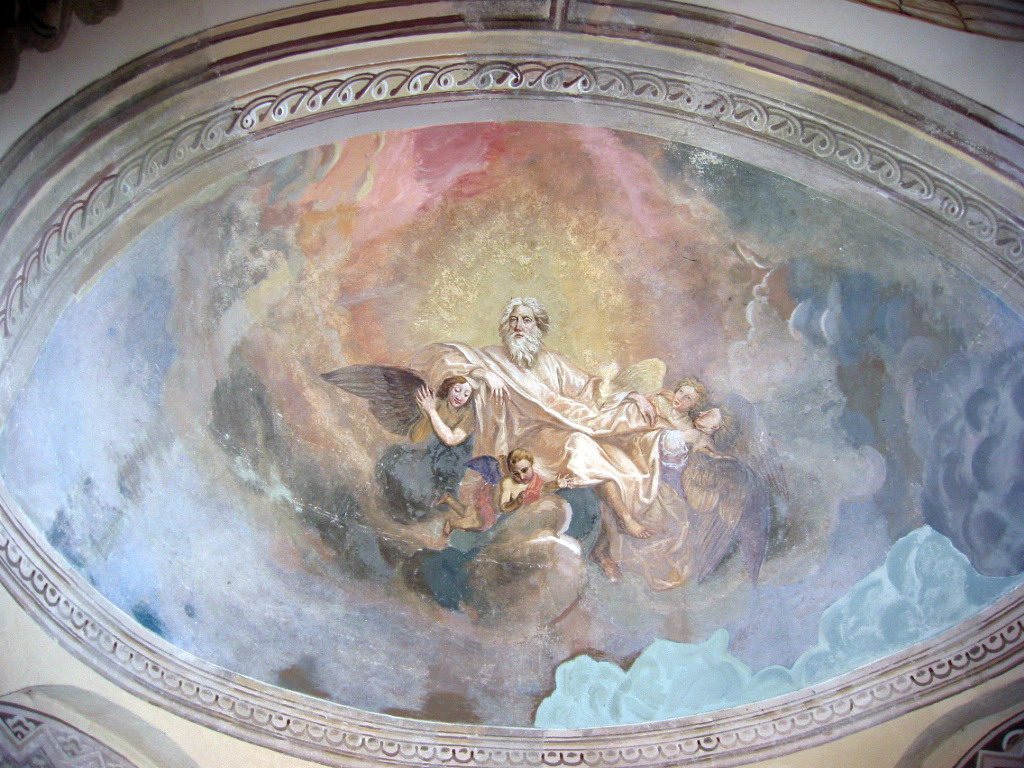
Abside.
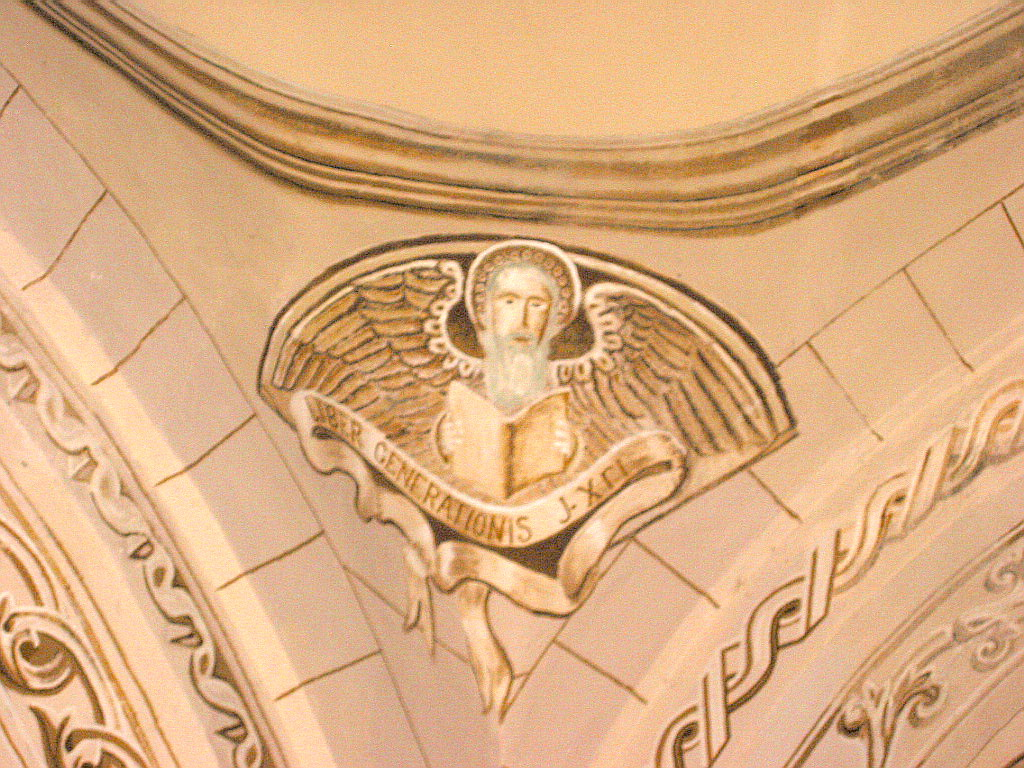
Coupole : saint Matthieu.
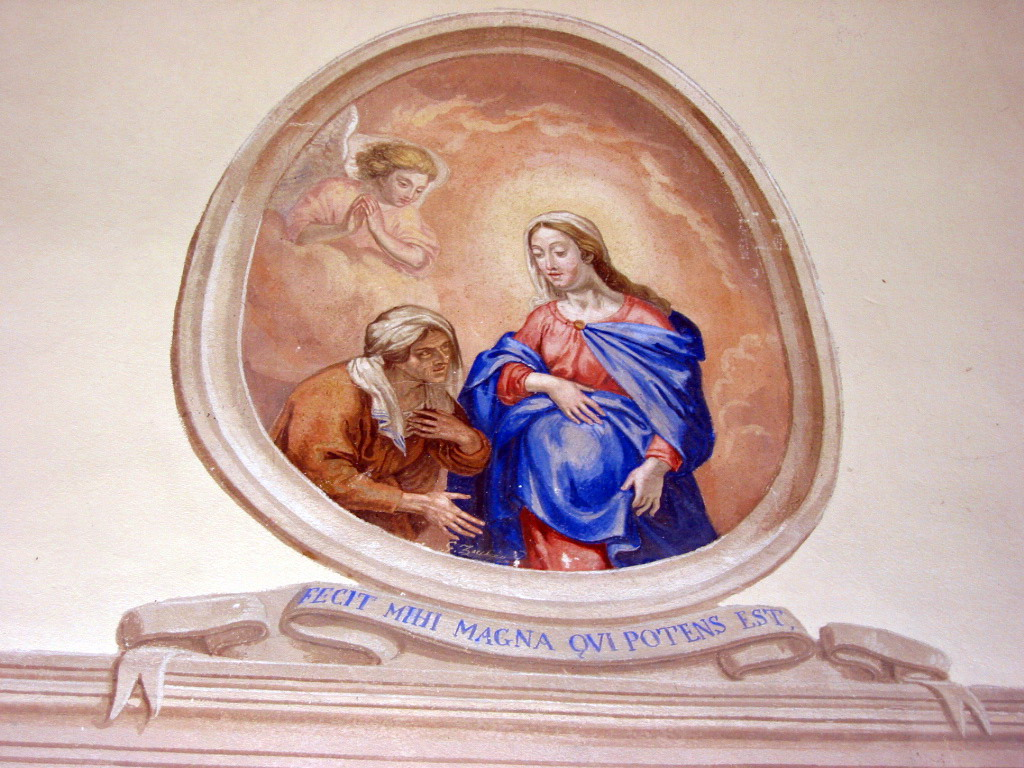
Chapelle latérale sud.

#### Château

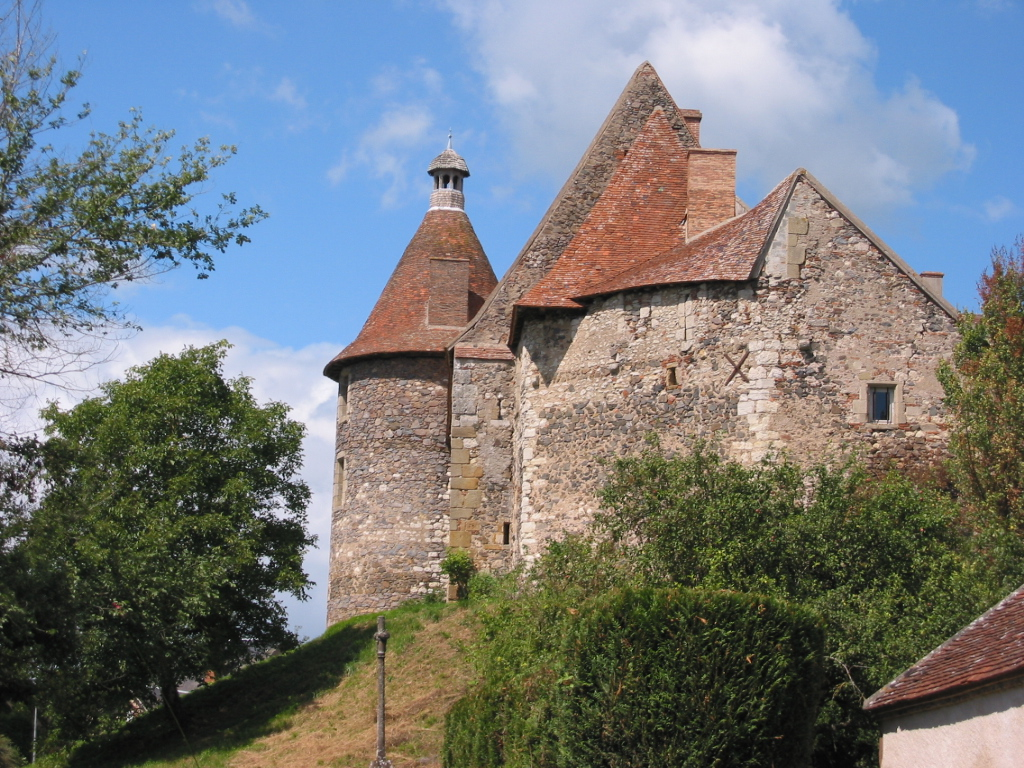
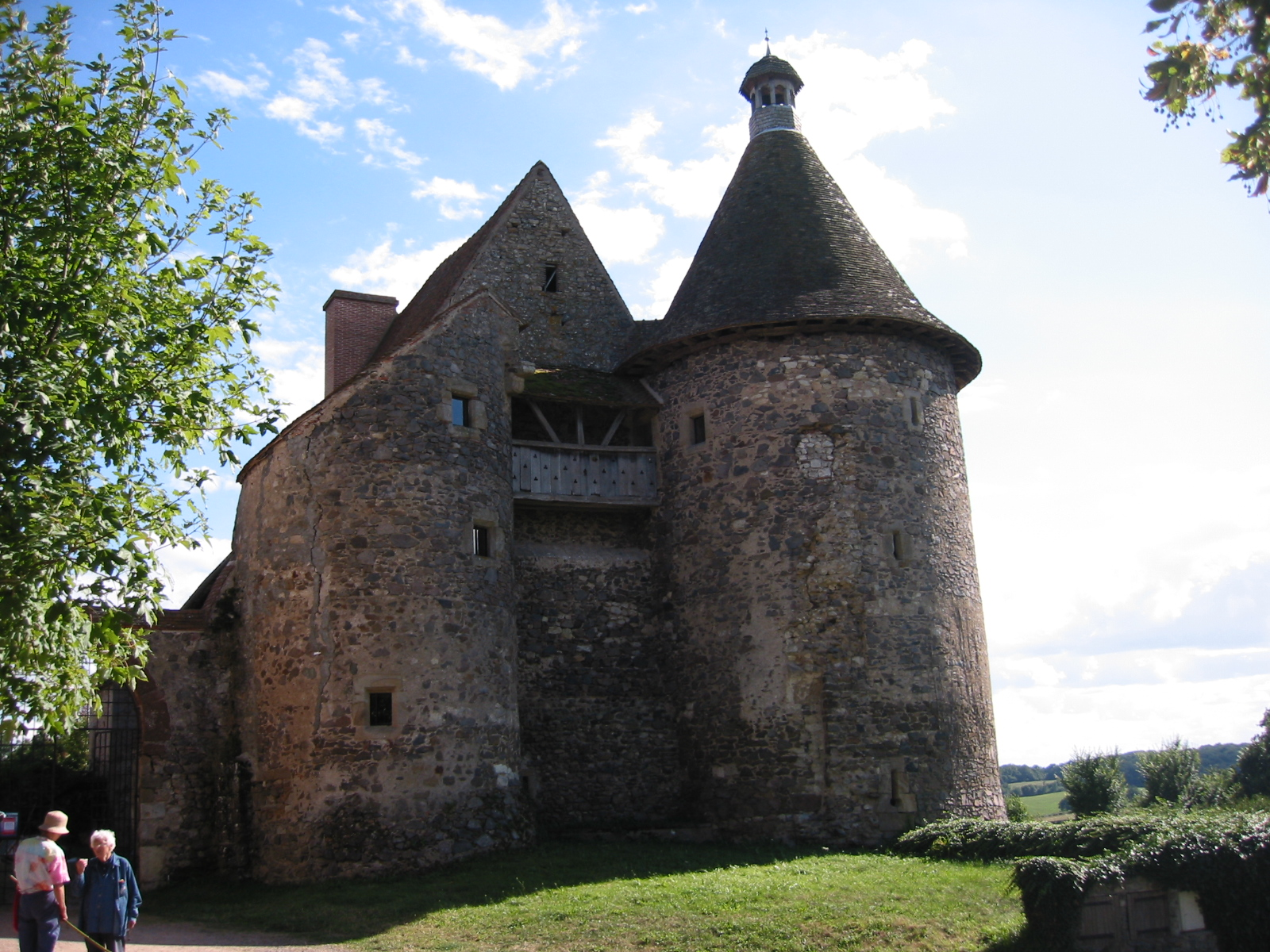
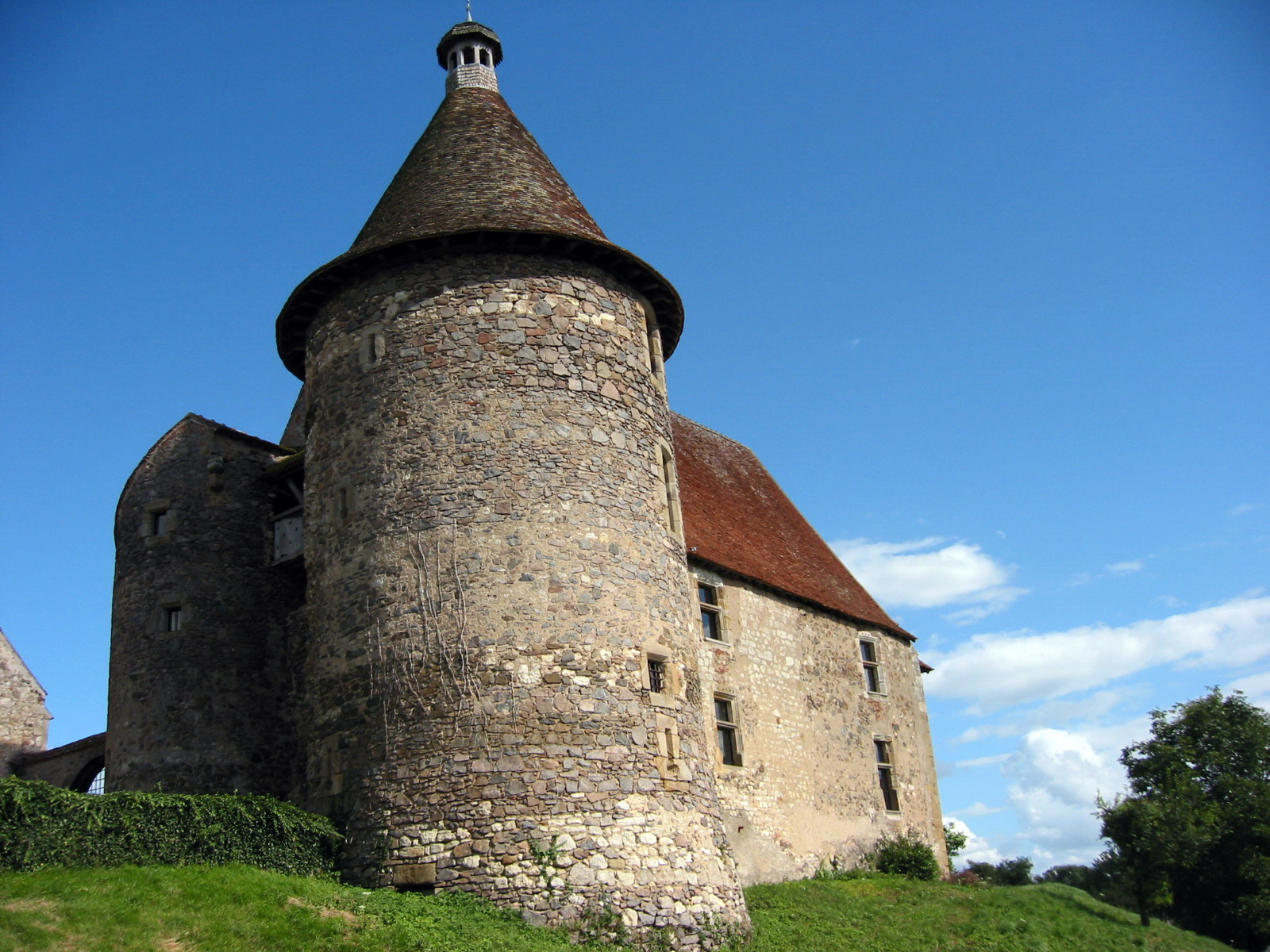
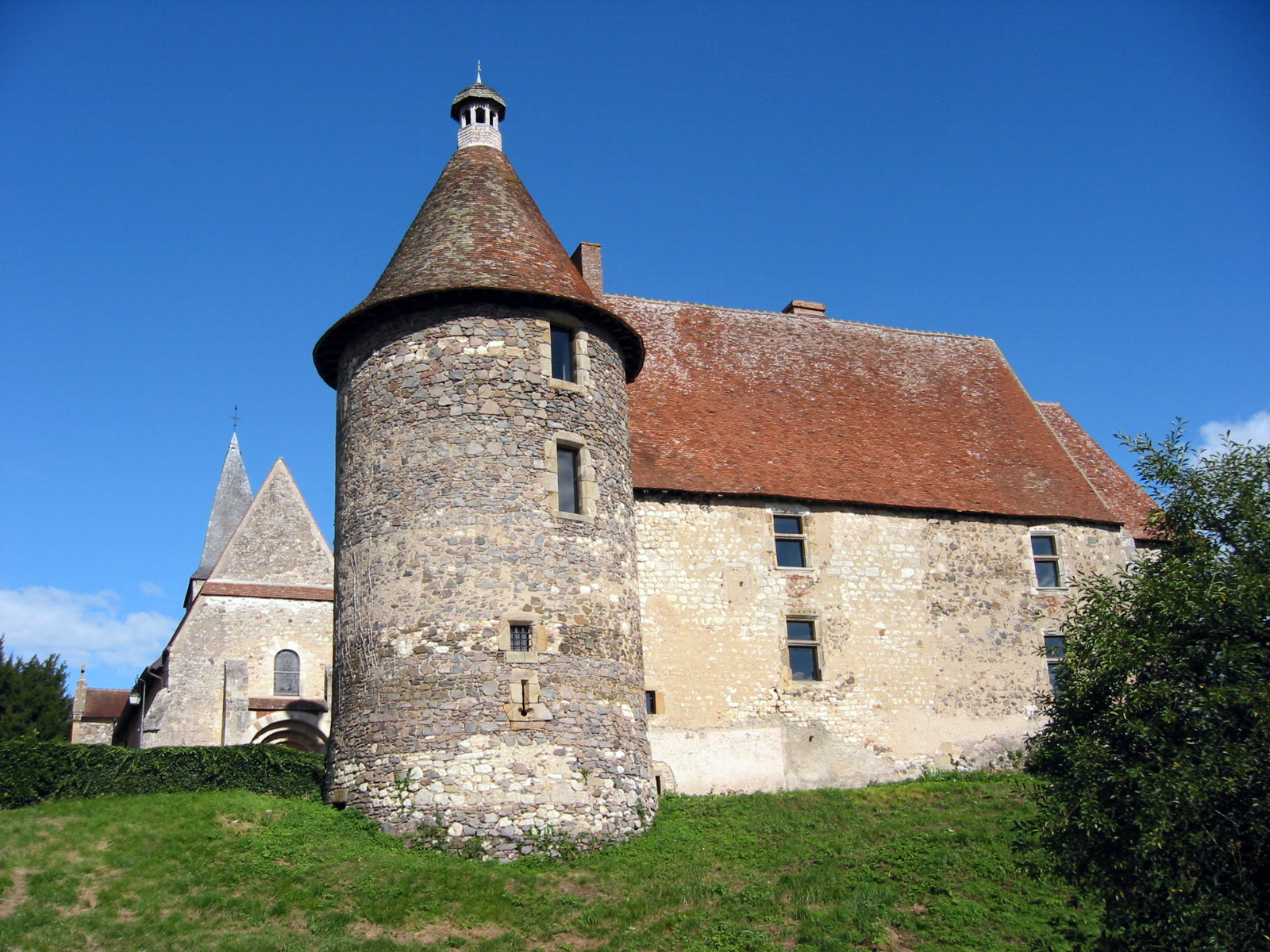

XIIe et XVe siècles : Ce qui reste du bâtiment d'origine est du XVe siècle. Il avait, à l'origine, la forme d'un parallélogramme flanqué de quatre tours. Le château est inscrit à l'inventaire supplémentaire des monuments historiques le 9 décembre 1929.

#### Site préhistorique de la grotte des Fées
La grotte des Fées est située à environ 1 km au nord du bourg, sur la rive gauche du Graveron (03° 03’ 18”E, 46°24’42”N), à 5 ou 6 m au-dessus du niveau du ruisseau. C'est au site de la grotte des Fées (35 000 - 30 000 ans av. J.-C.) que le « castelperronien » ou « châtelperronien » doit son nom. Les résultats des fouilles ont notamment alimenté la controverse sur la cohabitation ou non entre les hommes anatomiquement modernes et les Néandertaliens.
Ce site a fait l'objet de plusieurs campagnes de fouilles aux XIXe et XIXe siècles, entamées, pour les premières, lors de la construction du chemin de fer devant relier les mines de Bert à Dompierre-sur-Besbre.

#### Autres

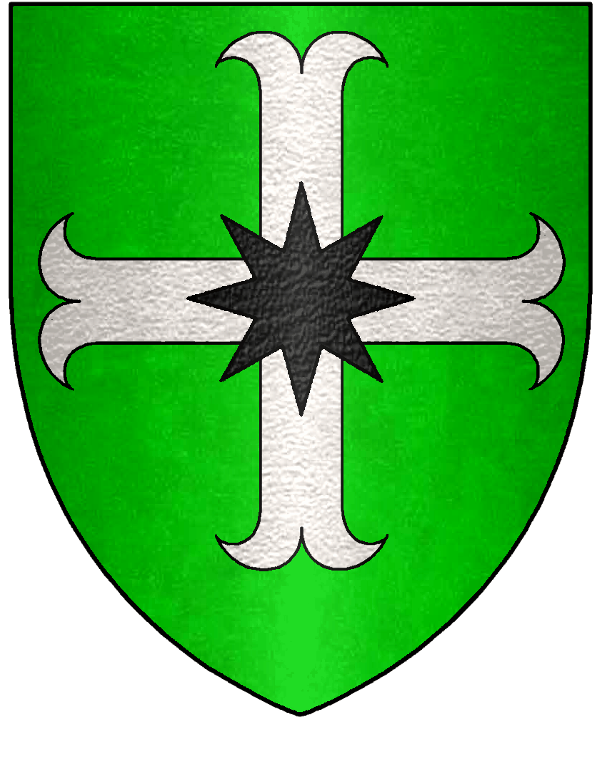
Seigneurs des Escures.

- Château de Chassimpierre, XVe et XIXe siècles.
- Les Escures[N 5], maison forte, pied-à-terre de Jean II le Bon : vestiges de la chapelle (XVe siècle) et une pierre héraldique taillée aux armes de Jean Ier de Bourbon, de Jean II de Bourbon après son mariage avec Jeanne de France, fille de Charles VII, et de Charles III, connétable de Bourbon.
- Demeures des XVIIIe et XIXe siècles (Les Gondeaux, Bellevue...).
- Les carrières de marbre : leur exploitation, commencée à l'époque romaine, a duré en jusqu'en 1924. Elles étaient exploitées à ciel ouvert sur différents sites : la Grande Loge, le Colombier, le Tureau noir. Ce marbre a été utilisé pour la construction de la façade du Théâtre des Champs-Élysées. La tradition locale le dit employé pour le pavé du chœur de la cathédrale Notre-Dame de Paris et les colonnes de l'église de la Madeleine. Le monument aux morts de la commune est en marbre blanc de Châtelperron, ainsi que, dans l'église Saint-Pierre, le maître-autel et le bénitier. En 1925, avait été ouverte une carrière de porphyre noir.

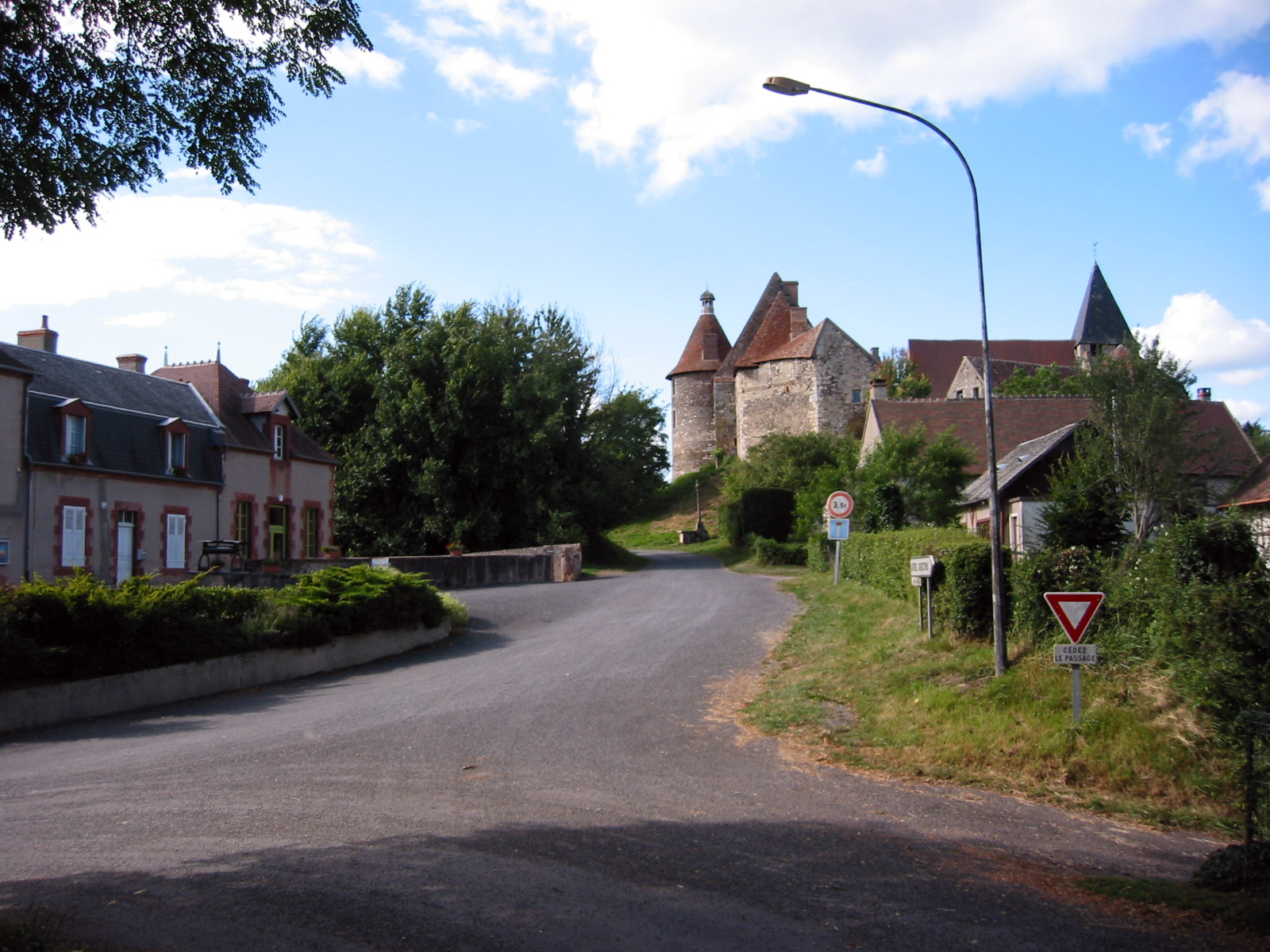
Bourg.
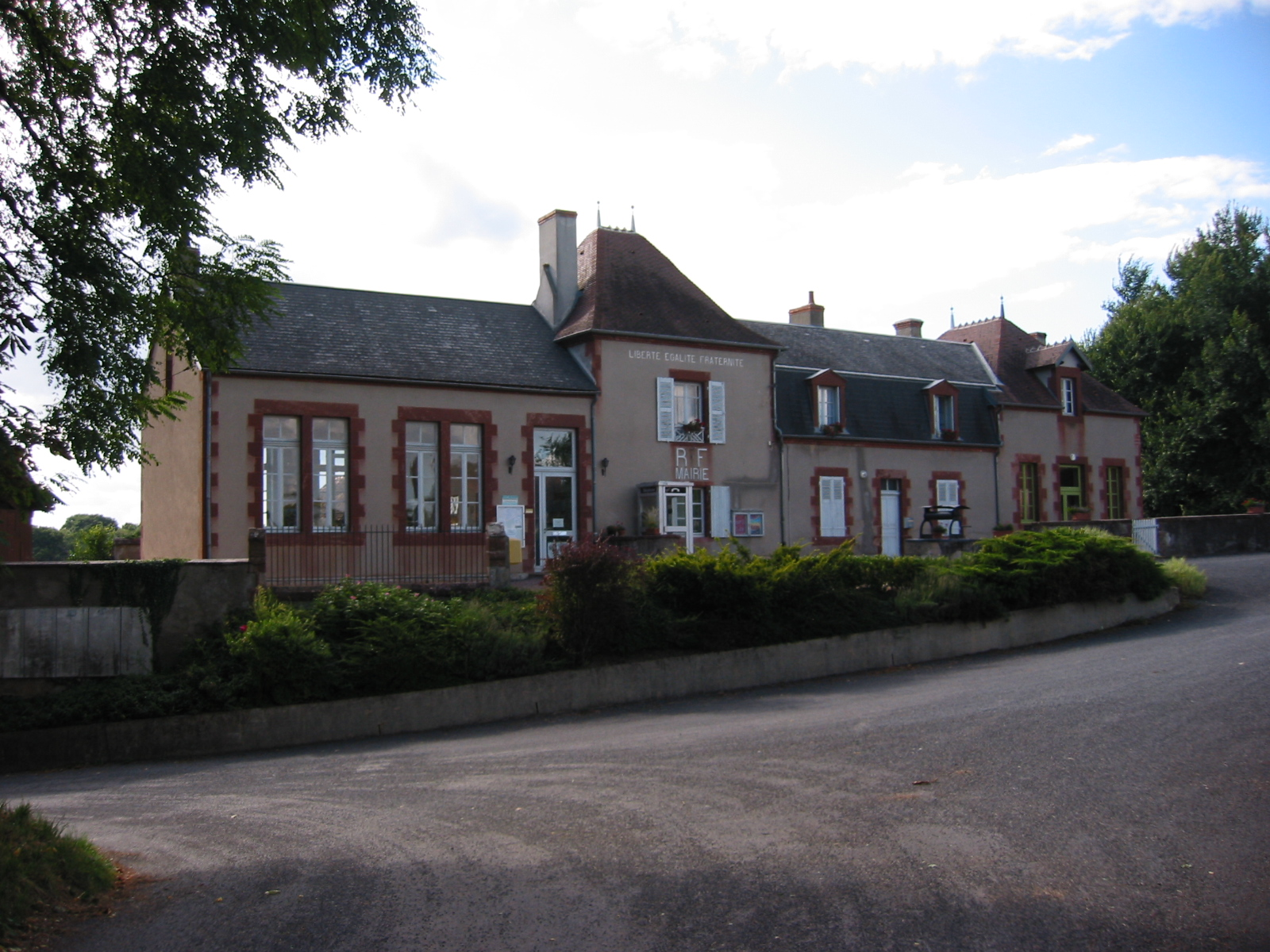
Mairie.
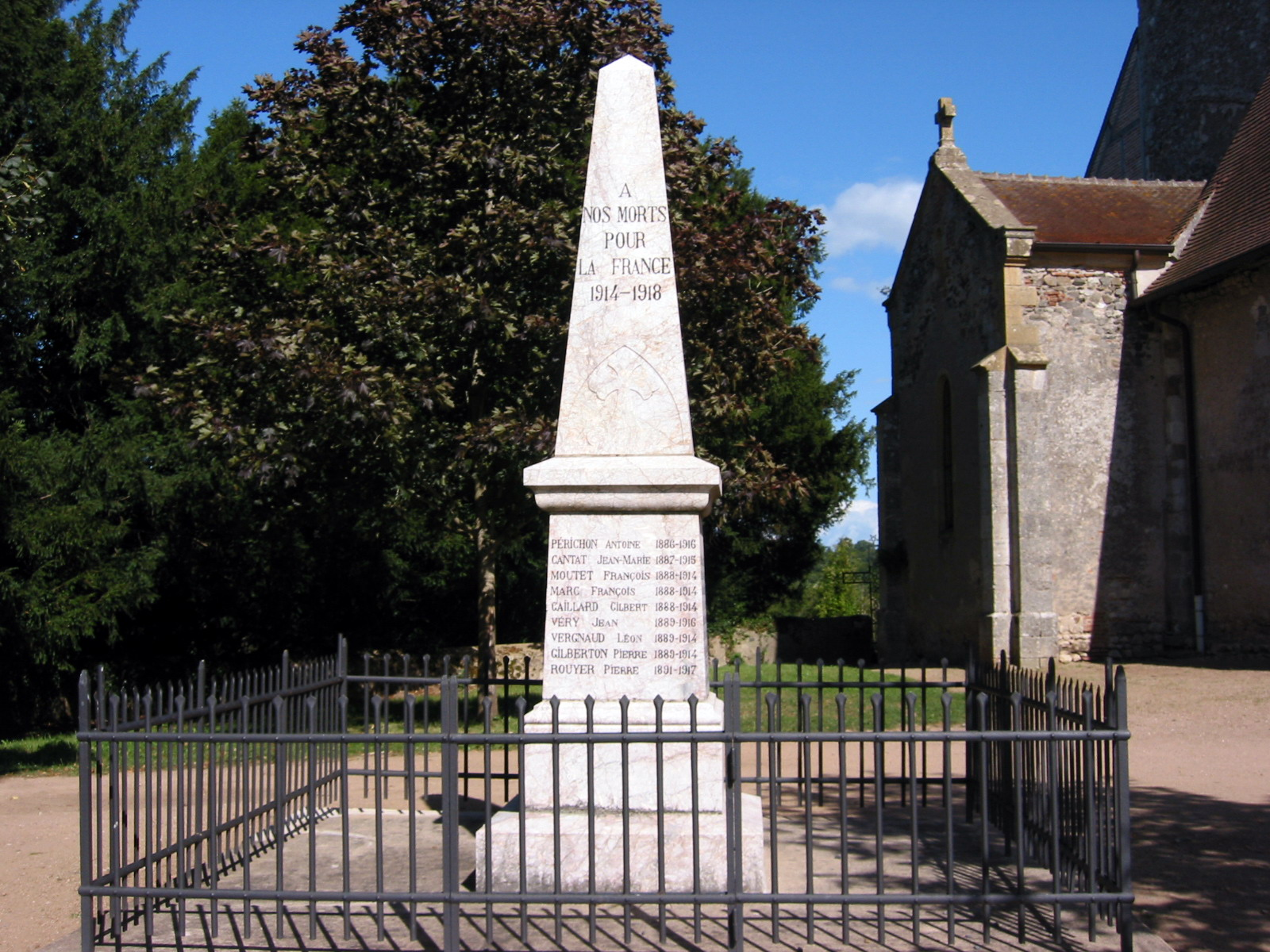
Monument aux morts.
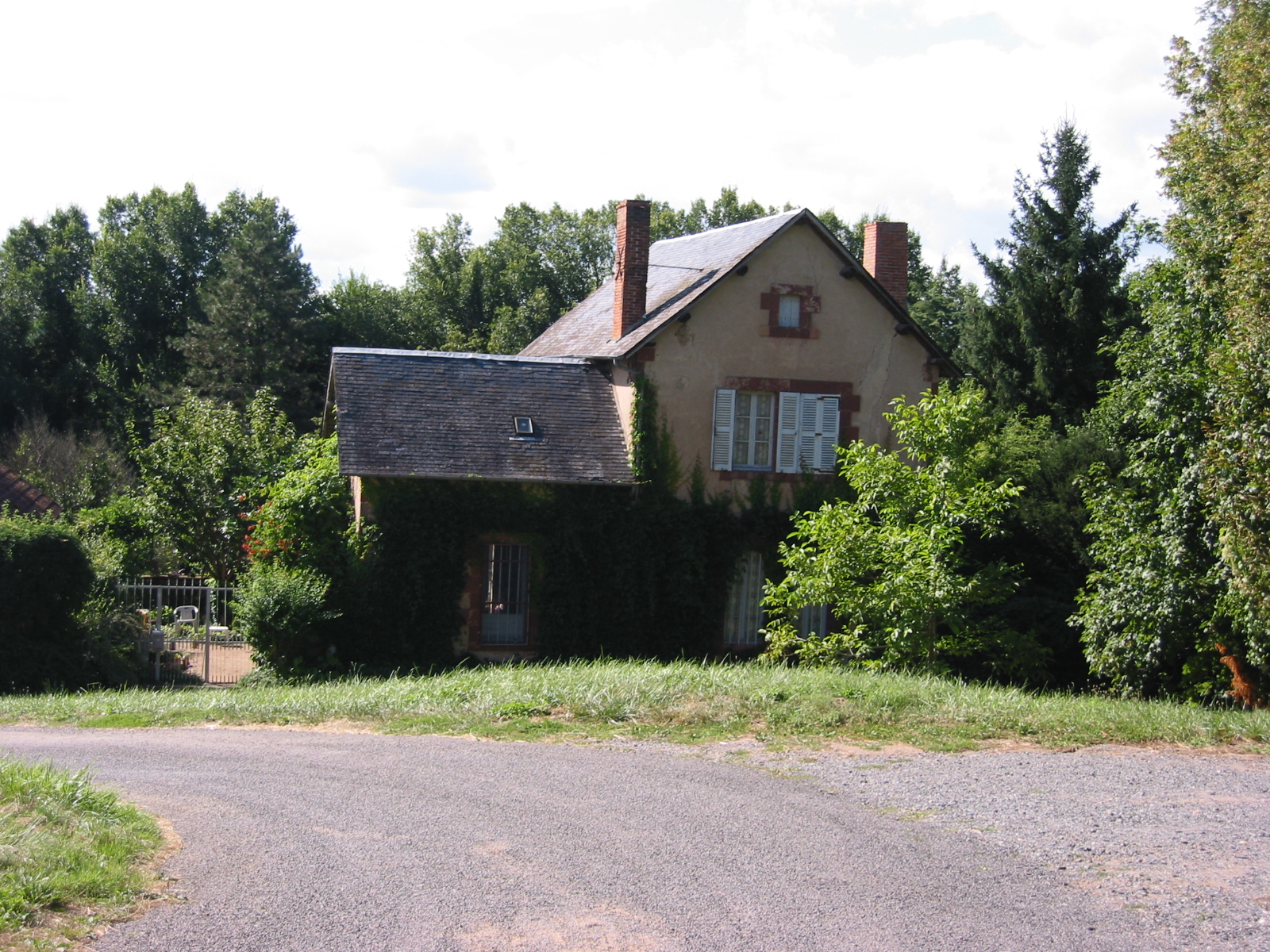
La Cure.
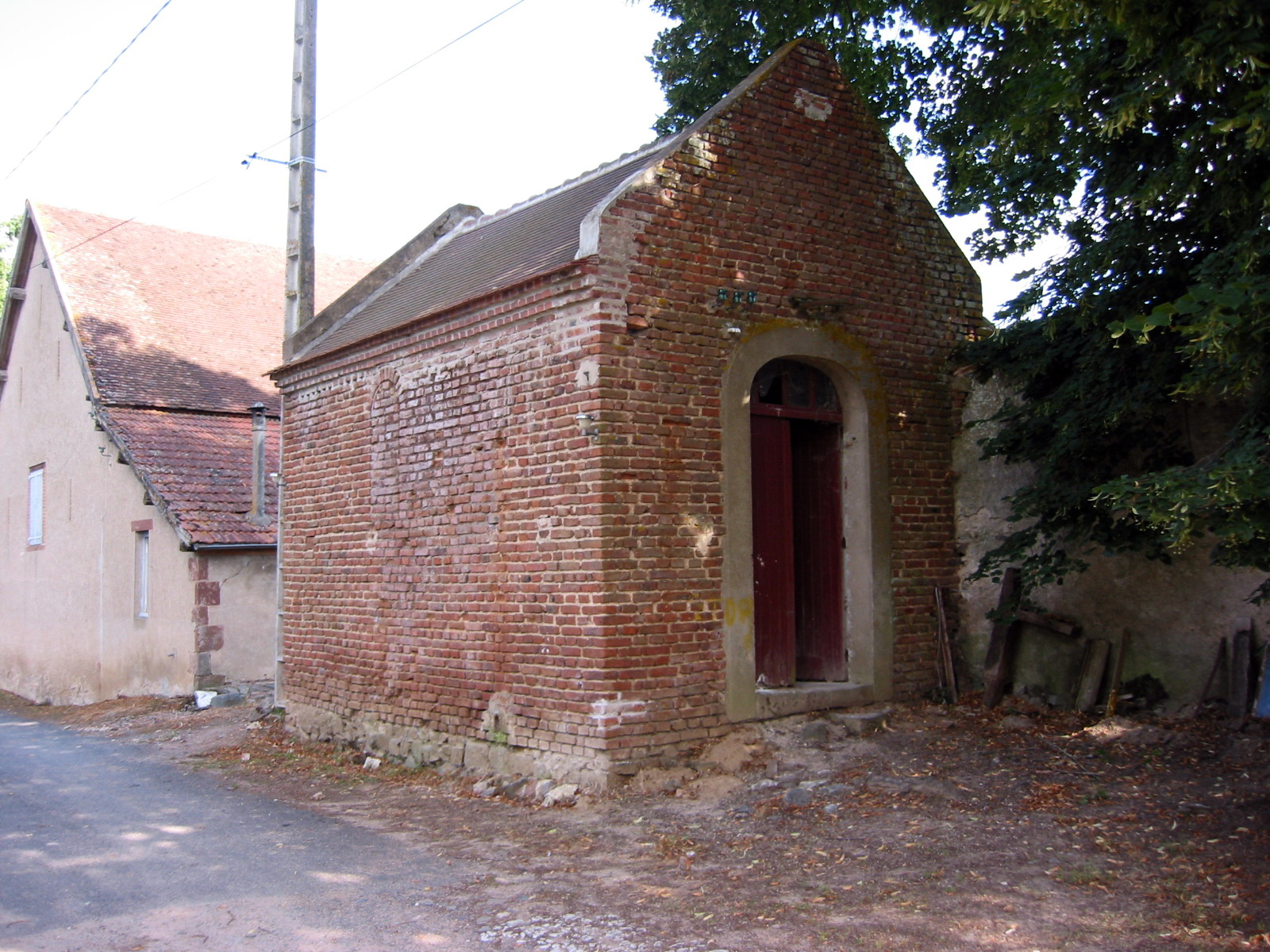
Ancienne chapelle privée.
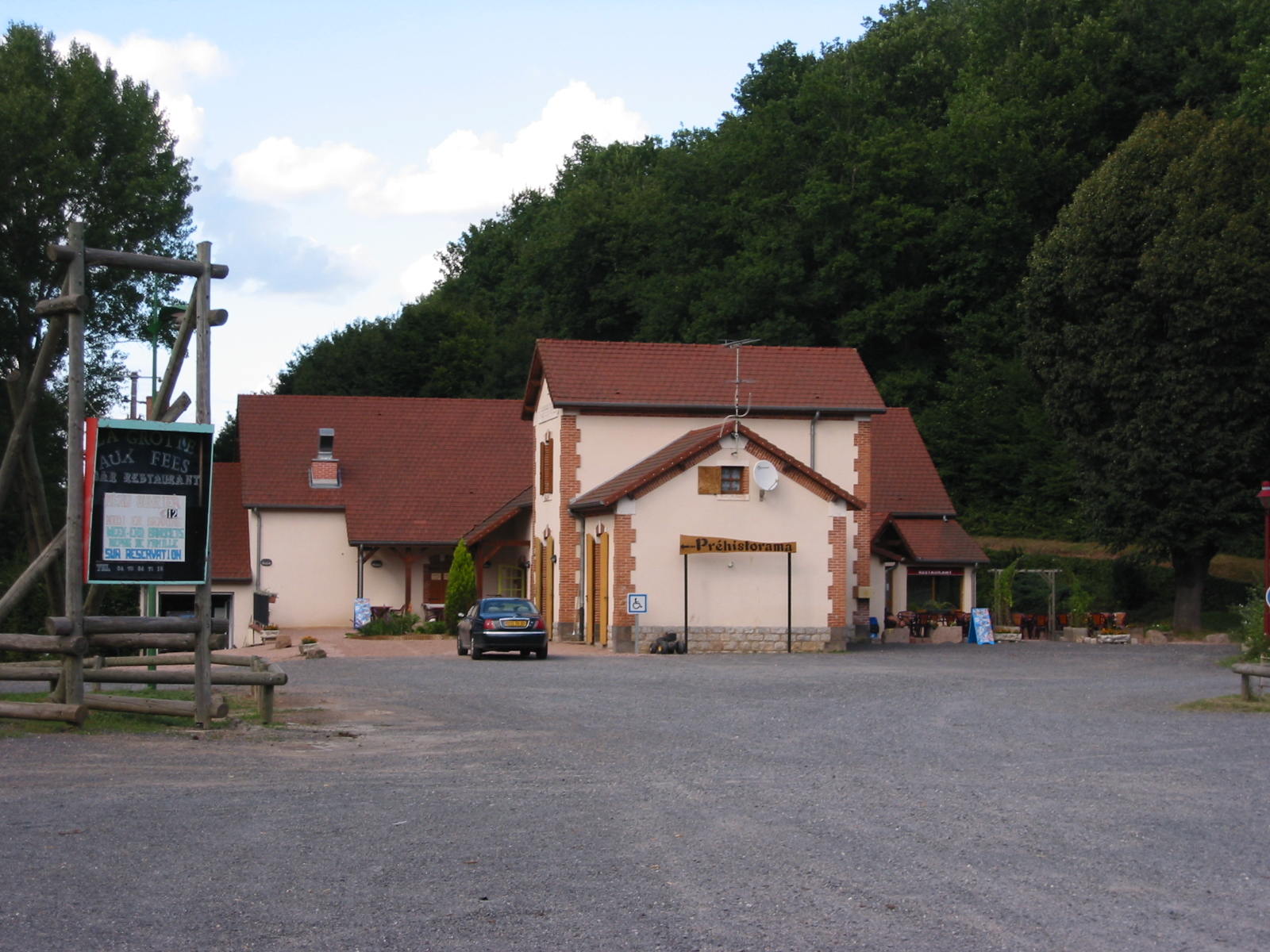
Ancienne gare.

### Personnalités liées à la commune
- Henri Delporte : préhistorien, auteur de recherches sur le site de la grotte des Fées.

### Héraldique
|  | Écartelé d'or et de gueules. Blason des seigneurs de Châtelperron. |

|  | Écartelé aux 1er et 4e d'or au dauphin pâmé d'azur, aux 2e et 3e de gueules au lion d'hermine, lampassé et couronné d'or. Armes présentées sur le site de la commune de Châtelperron. L'écartelé est composé en 1er et 4e des armes des dauphins d'Auvergne et en 2e et 3e de celles des Chabannes-La Palisse. |